# Manuel Bayeu

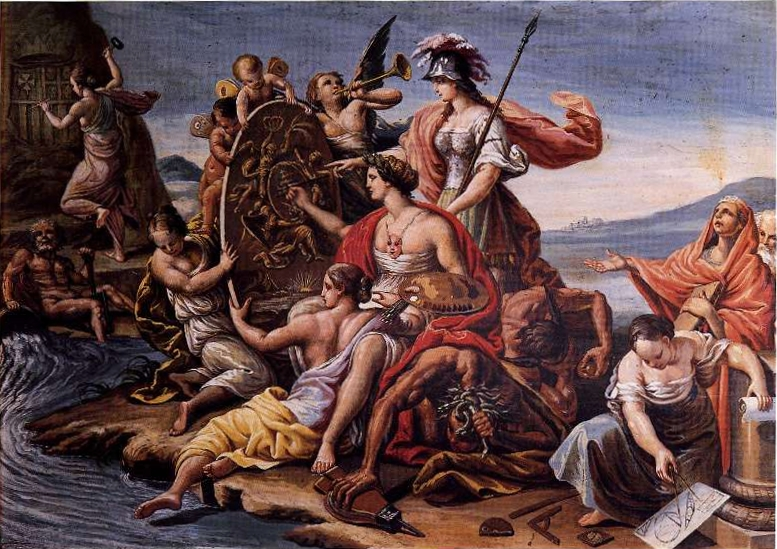
Fra Manuel Bayeu, Allegoria delle Belle Arti che esaltano la Real Sociedad Económica Aragonesa de Amigos del País, c. 1785

Manuel Bayeu y Subías (Saragozza, 8 gennaio 1740 – 1808 circa) è stato un pittore, architetto e monaco cristiano spagnolo dell'Ordine certosino.

## Biografia
Membro di una famosa famiglia di artisti che comprendeva anche i suoi fratelli Francisco e Ramón, Manuel entrò come novizio nella certosa di Nuestra Señora de las Fuentes il 3 dicembre 1760, e pronunciò i voti definitivi il 29 giugno 1772: la sua vita si svolse prevalentemente all'interno del convento, pertanto è difficile ricostruirne una biografia, basata quasi esclusivamente sulla corrispondenza che tenne con Martín Zapater, amico di Francisco Goya (gli originali delle lettere si conservano al Museo del Prado).
Probabilmente collaborò con il fratello Francisco nei lavori alla Basilica del Pilar di Saragozza, che coincisero con i due periodi di permanenza di Francisco in città. Nel 1779 alcuni pittori di Saragozza lo denunciarono perché, sostenevano, svolgeva attività di pittore senza pagare la relativa tassa; Manuel Bayeu si difese dichiarando di essersi limitato a fare alcune piccole opere in ricompensa a chi aveva svolto servizi per il monastero. Il clamore suscitato da questo conflitto permise alla sua opera di essere meglio conosciuta, tanto che, ricevuta l'approvazione della Real Academia de Bellas Artes de San Fernando e l'autorizzazione del priore, poté continuare a dipingere.
Il suo lavoro più noto sono le decorazioni nel convento certosino di Las Fuentes; operò inoltre nella zona di Los Monegros: decorazione della cappella di San Pedro Arbués (Lalueza), del monastero di Sigena (Villanueva de Sigena), del santuario della Vergine di Magallón (Leciñena). Alcuni dipinti attribuiti a Manuel si trovano nella Cattedrale di Huesca e nella Cattedrale di Jaca: in quest'ultima venne inoltre incaricato di dirigere la costruzione di una nuova abside. A Saragozza alcune sue opere si trovano in diverse chiese, ma una gran parte è andata perduta.
Negli ultimi della sua vita fu inviato dai superiori a Maiorca, per decorare le pareti della chiesa della certosa di Valldemosa, da poco ricostruita. A Maiorca strinse amicizia con Gaspar Melchor de Jovellanos, che si trovava lì in esilio rinchiuso nel castello di Bellver.